# Ladungsfähige Anschrift
Die ladungsfähige Anschrift bezeichnet in Gesetz, Rechtsprechung und juristischer Literatur einen Wohnsitz oder eine andere Anschrift (§ 68 Abs. 2 Satz 1 StPO), bei Unternehmern eine Geschäftsanschrift, nach Land, Ort, Postleitzahl und Straße, also eine Postanschrift, unter der eine Rechtspartei tatsächlich anzutreffen ist.
Die Angabe einer ladungsfähigen Anschrift wird im Rechtsverkehr in verschiedenen Zusammenhängen gefordert, beispielsweise im Impressum einer Webseite nach § 5 Digitale-Dienste-Gesetz (zuvor § 5 Telemediengesetz a. F.) oder im Handelsregister nach § 29 HGB, § 106 HGB, § 8 GmbHG und vergleichbaren Vorschriften. Das vereinfacht die Rechtsverfolgung für Geschäftspartner und Verbraucher.
Bei Erhebung einer Klage sind nach § 130 ZPO ladungsfähige Anschriften aller Parteien anzugeben. Das ermöglicht die Zustellung der Klage und vereinfacht die spätere Vollstreckung. Unter Umständen genügt auch die Angabe der Arbeitsstelle, nicht aber die eines Postfachs.